# Siglo XXVIII
El siglo XXVIII d. C. (siglo veintiocho después de Cristo) o siglo XXVIII e. c. (siglo veintiocho de la era común) será el octavo siglo del III milenio en el calendario gregoriano. Comenzará el 1 de enero de 2701 y terminará el 31 de diciembre de 2800.

## Predicciones astronómicas

### Lista de los largos eclipses totales de Sol
- 21 de julio de 2707: eclipse total de Sol,[1] (5 min 48 s), del saros 157.
- 31 de julio de 2725: eclipse total de Sol,[2] (5 min 57 s), del saros 157, “coronando” esta serie.
- 12 de agosto de 2743: eclipse total de Sol,[3] (5 min 56 s), del saros 157.
- 31 de julio de 2744: eclipse total de Sol,[4] (5 min 59 s), del saros 167.
- 12 de agosto de 2762: eclipse total de Sol,[5] (6 min 11 s), del saros 167.
- 22 de agosto de 2780: eclipse total de Sol,[6] (6 min 16 s), del saros 167, “coronando” esta serie.
- 2 de septiembre de 2798: eclipse total de Sol,[7] (6 min 14 s), del saros 167.

### Otros fenómenos astronómicos
- 15 de junio de 2733: Tránsito de Venus.
- 13 de junio de 2741: Tránsito de Venus.
- 2742: Triple conjunción Marte-Júpiter.
- 2744: Triple conjunción Marte-Júpiter.
- 2761: Triple conjunción Marte-Saturno.
- 3 de diciembre de 2781: a 06:45 UTC Venus ocultará a Neptuno.
- 2791: Triple conjunción Marte-Júpiter.
- 2794/2795: Triple conjunción Júpiter-Saturno.

## Ciencia ficción
- La película Valerian y la ciudad de los mil planetas esta ambientada en el siglo XXVIII.